# Call of Duty: World at War
Call of Duty: World at War è un videogioco sparatutto in prima persona sviluppato da Treyarch e pubblicato da Activision Blizzard per Nintendo Wii, PlayStation 3, Xbox 360, Microsoft Windows e Nintendo DS.
È il quinto episodio della serie Call of Duty, escludendo i vari spin-off ed espansioni. A fare da scenario ritorna la seconda guerra mondiale, dopo che il precedente capitolo, Call of Duty 4: Modern Warfare, era stato ambientato in tempi moderni. Il gioco è stato pubblicato nel Nord America l'11 novembre 2008 e in Europa il 14 novembre 2008.
Ne è stata fatta una versione per telefono cellulare da Glu Mobile, con trama e missioni diverse rispetto a quelle delle altre versioni. Il motore grafico è stato leggermente potenziato rispetto a quello di Call of Duty 4 con l'aggiunta di maggiori effetti audiovisivi.
Negli Stati Uniti è stato il secondo gioco più venduto nel novembre 2008, con ben 1,41 milioni di unità. Nel Regno Unito, invece, nella sua prima settimana di messa in vendita, ha venduto più del doppio delle copie di Call of Duty 4, diventando il terzo videogioco venduto più velocemente di sempre nella storia britannica. Per quanto riguarda la critica, il gioco ha ottenuto recensioni molto positive, venendo lodato soprattutto per la stupenda rappresentazione della seconda guerra mondiale e per la modalità in multigiocatore. Secondo quanto riportato da Game Rankings, attualmente la media voto del gioco è dell'85% di preferenze.

## Trama
Il gioco segue le vicende di due soldati: il marine C. Miller della 1st Marine Division e il fuciliere dell'Armata Rossa Dimitri Petrenko, in forza a una divisione della 3ª Armata d'assalto. Soltanto in una missione (Black Cats) l'utente impersona il sottufficiale Locke, mitragliere a bordo di un idrovolante Consolidated PBY Catalina che, nell'aprile 1945, interviene nel corso di un'ondata di attacchi kamikaze al largo di Okinawa.
Il gioco si apre sull'isola di Makin nell'agosto 1942, dove Miller è prigioniero della guarnigione giapponese dopo un fallito raid: proprio quando un soldato nipponico si accinge a giustiziarlo interviene un plotone di marine, che lo salva. Miller combatte quindi a fianco di questi commilitoni (il sergente Sullivan, il caporale Roebuck e il soldato Polonsky) per aprirsi la via di fuga sull'isola; al loro fianco partecipa in seguito alle sanguinose battaglie di Peleliu (settembre-novembre 1944) e di Okinawa (aprile-giugno 1945) contro l'Esercito imperiale giapponese, deciso a resistere fino all'ultimo uomo e uso a organizzare imboscate e/o tranelli nelle isole fortificate. Dopo lo sbarco a Peleliu, infatti, Sullivan viene trafitto da un ufficiale nipponico armato di katana. Poi, verso al fine della dura campagna di Okinawa tra le macerie del castello di Shuri, il giocatore è chiamato a salvare Roebuck (succeduto in qualità di sergente a Sullivan) o Polonsky, nel frattempo divenuto caporale; deve infine contenere una sconvolgente carica banzai e richiedere un nutrito supporto aereo per spezzare definitivamente l'ultima resistenza giapponese.
Dall'altra parte del mondo, in Europa orientale, il soldato Petrenko sopravvive a un massacro operato dai tedeschi nel corso della battaglia di Stalingrado (settembre 1942) e, con stupore, scopre un altro superstite, pur ferito alla mano: si tratta del sergente Viktor Reznov, che diviene suo mentore, commilitone e amico. I due sgusciano tra le rovine della città nel tentativo di eliminare il generale Heinrich Amsel (fittizio alto ufficiale tedesco che avrebbe orchestrato l'attacco a Stalingrado) con un fucile di precisione; riescono nell'azione e si salvano rocambolescamente dalla rabbiosa reazione tedesca. Dimitri e Reznov, affiancati da altri soldati desiderosi di vendetta contro la Germania nazista (eccettuato il dubbioso soldato Chernov) partecipano alle travolgenti offensive dell'Armata Rossa nella Germania orientale, annientando le residue forze corazzate tedesche a Seelow nell'aprile 1945 e poi schiacciando la disperata opposizione della guarnigione di Berlino, operazione culminata nell'assalto al palazzo del Reichstag. Dimitri rimane ferito gravemente sul tetto dell'edificio conquistato, ma Reznov lo aiuta a piantare la bandiera dell'Armata Rossa sulla sommità del frontone, decretando la fine della Germania nazista e della guerra in Europa.

## Modalità di gioco

### Giocatore singolo: le missioni
La campagna per giocatore singolo di Call of Duty: World at War conta 15 missioni, più una bonus. Nella versione Wii mancano l'undicesima missione e quella bonus.
- Semper Fidelis - Sfuggi alla cattura e raggiungi gli incursori di Carlson per un attacco a sorpresa alle fortificazioni giapponesi sull'atollo di Makin.
- Scarsa resistenza - Assalta la spiaggia bianca di Peleliu per aprire la strada alla conquista alleata.
- Atterraggio brusco - Neutralizza le difese giapponesi presso l'aeroporto di Peleliu.
- Vendetta - Aiuta il sergente Reznov, ormai ferito e finto di essere morto, ad assassinare il generale nazista Amsel, durante l'assedio di Stalingrado.
- Sopra il loro sangue - Sfonda le difese tedesche presso la città di Seelow.
- Bruciateli tutti - Apriti la strada tra le trincee giapponesi per eliminare le postazioni nemiche di mortai.
- Inesorabili - Elimina le postazioni d'artigliera giapponesi che difendono l'entroterra di Peleliu.
- Sangue e ferro - Guida un carro sovietico T-34/85 per abbattere l'ultima linea difensiva tedesca a protezione di Berlino.
- L'anello d'acciaio - Sfonda il perimetro delle difese di Berlino.
- Sfratto - Schianta la resistenza tedesca mentre ti apri la strada verso il cuore della capitale.
- Black Cats - Elimina le navi mercantili giapponesi con l'equipaggio di un idrovolante PBY Catalina e difendi la flotta alleata da un massiccio attacco kamikaze. Solo durante questa missione (non disponibile per la console Wii) il giocatore impersona l'artigliere Locke.
- Stanali e bruciali - Assalta la fortezza giapponese sull'altopiano di Wana.
- Punto di rottura - Assalta il castello Shuri per eliminare l'ultimo baluardo della resistenza giapponese a Okinawa.
- Il cuore del Reich - Neutralizza le postazioni tedesche all'esterno del Reichstag.
- La caduta - Conquista il Reichstag per dichiarare la vittoria finale della Madre Russia sulla macchina da guerra tedesca.
- Nacht der Untoten (noto anche come Nazi Zombies, lett. La notte dei non-morti) - Questa non è una vera e propria missione, poiché non ha un obiettivo, bensì un minigioco sbloccabile con il completamento della campagna in giocatore singolo. Con la nuova versione questa modalità sarà disponibile immediatamente senza dovere completare alcuna missione e giocabile anche online e a split-screen.

### Multigiocatore
Per la prima volta nella serie, è inclusa una modalità cooperativa, che supporta fino a due giocatori a livello locale e quattro giocatori online. Il gioco presenta anche una modalità multigiocatore, contenente varie modalità ed un sistema di livellamento che permette di sbloccare armi supplementari.

### Zombies
Zombies è una modalità a round in cui i giocatori dovranno sopravvivere agli attacchi di ondate di zombi all'interno di una mappa: è possibile giocarla da soli o in compagnia, tramite la cooperativa offline per due giocatori e la cooperativa online con un massimo di quattro giocatori supportati.
L'obiettivo è quello di sopravvivere a quanti più round possibili, guadagnando punti tramite l'uccisione dei non-morti e la ricostruzione delle difese che potranno essere spesi per utilizzare nuove armi o accedere a varie zone della location.
Dato l'enorme successo riscontrato, Nazi Zombies è stato supportato ed ampliato con l'aggiunta di nuove mappe tramite DLC ed è stato ripreso nei successivi capitoli di Call of Duty sviluppati da Treyarch: Black Ops, Black Ops II e Black Ops III. Ad esso è stato dedicato anche un gioco per iOS, sviluppato da Ideaworks Game Studio. Le mappe, in ordine di distribuzione, sono:
- Nacht der Untoten - "La Notte dei Non-Morti" (ottenibile immediatamente giocando online o al termine della campagna).

La prima mappa della modalità Nazi Zombies è una struttura in rovina composta da 2 piani, situata in un paesaggio avvolto nella nebbia.
La trama inquadra la storia di un aviatore americano appena precipitato al suolo con il suo aereo. Una volta rifugiatosi nella struttura abbandonata, verrà assalito da un'orda di non-morti nazisti. La modalità è a due livelli con tre stanze apribili e completamente esplorabili.
L'edificio dove si affronteranno gli zombi è molto simile ad un edificio presente nel livello "Atterraggio brusco".
Nacht der Untoten è stata inserita come contenuto esclusivo delle edizioni speciali Hardened e Prestige di Call of Duty: Black Ops ed è inoltre presente sotto forma di easter egg nella mappa Green Run (Tranzit) di Call of Duty: Black Ops II. Anche se "Nacht der Untoten" è una struttura tedesca e "Green Run (Tranzit)" è una zona americana.
- Zombie Verrückt - "Manicomio Zombi" (contenuta nel Map Pack 1, distribuito 19 marzo 2009)

Verrückt è ambientata nell'abbandonato manicomio Wittenau, a Berlino, già presente in un livello della campagna singolo giocatore. Essendo composta da una decina di stanze esplorabili e da due punti di spawn per i videogiocatori, risulta molto più vasta della mappa iniziale di Nazi Zombies, sebbene l'ambiente di gioco presenti numerosi corridoi stretti e spazi angusti per non far perdere il ritmo serrato che aveva contraddistinto Nacht der Untoten.
Al fine di arricchire l'esperienza della modalità, sono state aggiunte le bibite (dei perk sbloccabili tramite punti per potenziare le abilità dei personaggi), nuove armi e delle trappole per zombi.
Verrückt è presente in Call of Duty: Black Ops sia come contenuto esclusivo delle edizioni speciali, sia come mappa presente nel DLC Rezurrection Map Pack.
- Shi No Numa - "Palude della Morte" (contenuta nel Map Pack 2, distribuito l'11 giugno 2009)

Shi No Numa si sviluppa in una palafitta cadente attorniata da una palude situata nella Manciuria nel 1945, al tempo possedimento giapponese: per questo motivo, i non-morti non sono più nazisti ma soldati imperiali giapponesi.
Questa terza mappa presenta novità sostanziali, inserite per rendere Nazi Zombies una modalità di fondamentale importanza per i Call of Duty sviluppati da Treyarch.
È presente un primo, vero accenno ad una trama e i personaggi sono ora ben distinti: il giocatore interpreterà il marine americano Tank Dempsey, il soldato russo Nikolai Belinski, lo scienziato nazista Edward Richthofen e il soldato giapponese Takeo Masaki.
Sono stati aggiunti anche dei nuovi nemici da affrontare, i Cani Infernali, delle belve infuocate ed esplosive che si materializzeranno occasionalmente nella mappa per interi round.
- Der Riese - "Il Gigante" (contenuta nel Map Pack 3, distribuito il 6 agosto 2009)

L'ultimo add-on disponibile per la modalità Nazi Zombies è ambientato in un centro di ricerca nazista del Gruppo 935 nei pressi di Breslavia. La mappa è dotata di teletrasporti che per essere utilizzati devono essere collegati al mainframe nel tempo richiesto. Inoltre, attivati tutti i teletrasporti, si potrà accedere ad una macchina (Pack a Punch) che potenzia le armi, rendendole più dannose e aumentando la capacità dei caricatori.

### Doppiaggio
| Campagna           |                      |                     |
| Personaggio        | Doppiatore originale | Doppiatore italiano |
| Sergente Sullivan  | Chris Fries          | Alessandro Lussiana |
| Sergente Roebuck   | Kiefer Sutherland    | Ruggero Andreozzi   |
| Soldato Polonski   | Aaron Stanford       | Alessandro Zurla    |
| Viktor Reznov      | Gary Oldman          | Alessandro Messina  |
| Chernov            | Craig Houston        | Silvio Pandolfi     |
| Commissario Markov | Dimitri Diatchenko   | Alberto Olivero     |
| Maggiore Gordon    | ?                    | Luigi Rosa          |
| Nazi Zombie        |                      |                     |
| Tank Dempsey       | Steve Blum           | Alessandro Zurla    |
| Nikolai Belinsky   | Fred Tatasciore      | Gualtiero Scola     |
| Takeo Masaki       | Tom Kane             | Stefano Albertini   |
| Edward Richtofen   | Nolan North          | Leonardo Gajo       |

Personaggi Minori: Andrea Failla, Alessandro Testa, Silvio Pandolfi, Diego Baldoin, Davide Albano, Alberto Olivero, Francesco Mei, Luca Sandri, Andrea Bolognini, Luigi Rosa.

## Accoglienza
La rivista Play Generation lo classificò come il miglior gioco online e terzo miglior titolo d'azione del 2008. La stessa testata lo classificò come la quarta conversione più indegna tra i titoli disponibili su PlayStation 2.